# 1992 FJ1
1992 FJ1 är en asteroid i huvudbältet som upptäcktes den 24 mars 1992 av den australiensiske astronomen Robert H. McNaught vid Siding Spring-observatoriet.
Asteroiden har en diameter på ungefär 37 kilometer.